# Art académique
 (novembre 2020).
L'art académique — aussi surnommé « art pompier » depuis la fin du xixe siècle — est un courant artistique européen du milieu du XIXe siècle. Les thèmes privilégiés de l'art académique sont l'histoire, la mythologie et l'orientalisme. Le dessin y prend le dessus sur la couleur (à la suite de David et Ingres). En sculpture, l'art académique se caractérise par une tendance à la monumentalité, telles les œuvres d'Auguste Bartholdi et d'Emmanuel Frémiet. Parmi les artistes représentatifs de ce courant figurent les peintres français Alexandre Cabanel, Ernest Meissonier, Fernand Cormon, William Bouguereau et Jean-Léon Gérôme.

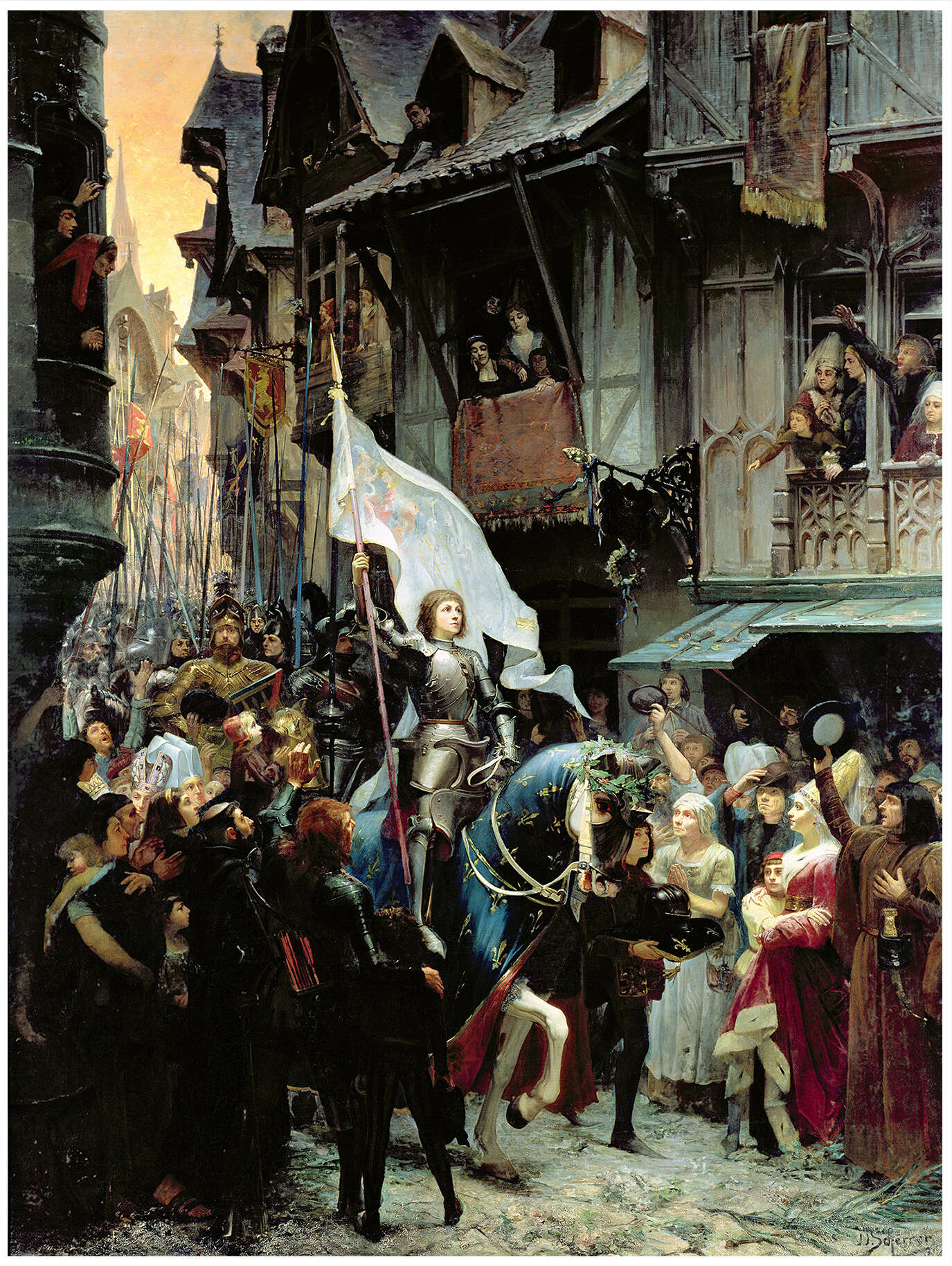
Jean-Jacques Scherrer, Jeanne d'Arc, victorieuse des Anglais, rentre à Orléans et est acclamée par la population (1887), musée des beaux-arts d'Orléans.

## Principes de l'enseignement académique
Les principes de l’art académique intègrent l’enseignement artistique au XIXe siècle, souvent vu comme un « centre de gravité ». Ces principes, primordiaux dans l'enseignement académique, sont des règles de rigueur très importantes qui sont transmises, avec une valeur traditionnelle, marquée dans l’Académie pour officialiser la dimension d'excellence dans le domaine artistique. Les grands principes idéaux de cette Académie sont :
- la hiérarchie des genres : distingués depuis le XVIIe siècle, les genres dans le domaine de la peinture suivent un classement précis, par ordre de noblesse. Les plus prestigieux sont les éléments traitant de la religion, de l’Histoire et de la mythologie, souvent porteurs d’un message moral. Suivent les scènes de la vie quotidienne, et enfin les portraits et les paysages, qui sont les genres les moins nobles. En plus de cette hiérarchie, on compte aussi la dimension de la toile : plus le sujet est noble, donc important, plus son support doit être grand ;
- l'affirmation de la supériorité du dessin sur la couleur : ici, l’artiste est créateur de la forme, considérant que le principe de « ligne » n’existe pas dans la nature. L'artiste est aussi créateur de la profondeur et du relief dans l’art du tableau classique. Malgré l’omniprésence de la couleur, dans ce principe, celle-ci arrive bien après en termes de hiérarchie. Ce principe respecte les idéaux de l’Académie : s’il n’y a pas de dessin, la peinture ne peut exister.

Ces règles et principes ne concernent pas seulement l’École des Beaux Arts et ses enseignements, mais aussi ce qui est appelé le Salon. Le Salon est défini comme « expositions périodiques d’artistes vivants ». Le premier est créé en 1667 par Colbert, mais son nom prend sens en 1848 du fait qu'il se déroule dans le Salon Carré du Louvre. Cet évènement était primordial dans la vie artistique du XIXe siècle car c’est le seul lieu où les artistes ont la possibilité d'exposer une démonstration de leurs œuvres, occasion rare et très importante pour gagner en reconnaissance.
L'Académie pourvoyait à la formation technique (apprentissage du dessin, de l'anatomie, de la couleur…) et culturelle (familiarisation avec les sujets de l'antiquité, les grands auteurs…) des jeunes artistes. Les candidats à l'entrée à l'École des Beaux-Arts (créée en 1817 - les femmes n'y sont admises qu'en 1897), sous la tutelle de l'Académie des Beaux-Arts (créée l'année précédente) doivent passer un concours d'admission consistant en l'exécution d'une figure nue dessinée d'après le modèle vivant.

## Le contrôle de l'Académie
Dans la deuxième moitié du XIXe siècle, se cristallise une opposition qui va profondément marquer toute l'histoire de l'art du XXe siècle : celle de l'académisme et de la « modernité », terme lancé par Charles Baudelaire. Les avant-gardes n'ont pu s'imposer qu'en bousculant l'art officiel. Les peintres académiques régnaient sur l'Académie des beaux-arts, à l'Institut, au Salon, longtemps lieu de passage obligé pour exposer, se faire connaître et obtenir des commandes de l'État. L'Antiquité est le sujet de référence absolu ; le dessin et la copie d'œuvres sont les deux moyens privilégiés d'accéder à cet enseignement.
Le cursus des étudiants des Beaux-Arts comprend de nombreuses épreuves, dont la plus importante est le concours du prix de Rome, permettant aux lauréats de faire un séjour à l'Académie de France à Rome. Les sujets du concours sont tirés de l'histoire ancienne, des récits de la Bible ou de ceux de la mythologie. Une fois à Rome, les récipiendaires continuent à être contrôlés par l'Académie, en devant lui envoyer plusieurs œuvres tout en étudiant les œuvres de l'Antiquité comme de la Renaissance. Après leur séjour à Rome, les artistes doivent continuer à adresser des œuvres à l'Académie pour être admis au Salon de peinture et de sculpture annuel, tout en travaillant pour de riches mécènes, voire pour l’État.

## Défaite et évolution de l'académisme

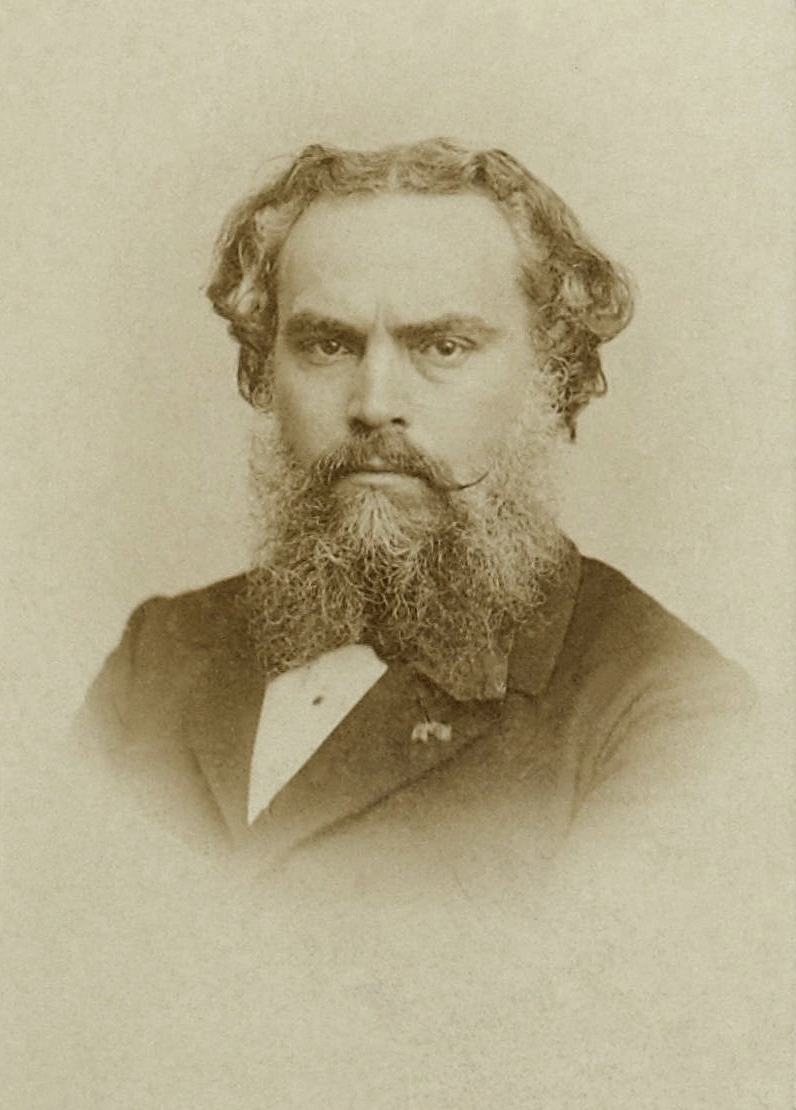
Alexandre Cabanel, un des principaux peintres académiques français vers 1865.

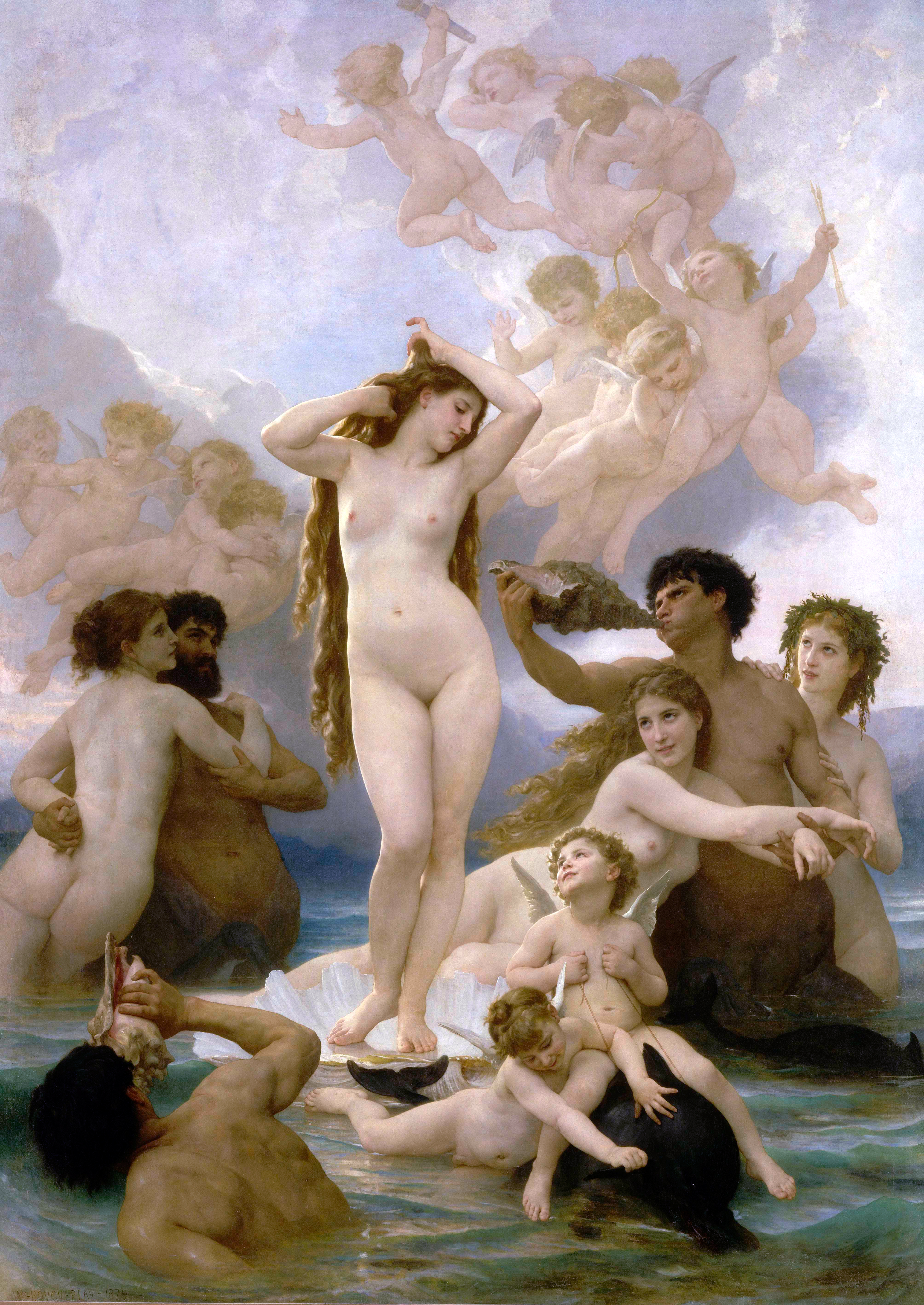
William Bouguereau, La Naissance de Vénus (1879), Paris, musée d'Orsay.

Ce contrôle total de l'Académie, dont le jury rejette toute œuvre non conforme aux canons, ne permet pas aux artistes d'explorer d'autres sujets, techniques ou simplement d'innover dans leur démarche créatrice. Aussi l'académisme est fortement critiqué pour son conservatisme. En 1846, de nombreuses œuvres de Gustave Courbet, peintre réaliste, sont refusées par le Salon. Si le jury du Salon est supprimé par la révolution de 1848, le président Louis-Napoléon Bonaparte le fait rétablir après son élection. En 1855, Courbet inaugure, en marge de l'Exposition universelle et du Salon de 1855, le Pavillon du réalisme, pour y regrouper ses toiles. En 1859, d'autres peintres réalistes refusés par le jury (comme Fantin-Latour, Legros et Ribot) sont à l'honneur dans une exposition chez un particulier, le peintre François Bonvin.
En 1863, le conflit s'étend au mouvement impressionniste : le jury, sur les 5 000 œuvres proposées, en rejette les 3/5. Devant les critiques, l'ancien président et nouvel empereur Napoléon III accepte de créer le Salon des refusés, qui se déroule au Palais de l'Industrie. Ce Salon des refusés ne dure pas, mais il consacre la rupture franche entre les peintres académistes et les autres. En 1868, grâce au soutien du membre du jury Charles-François Daubigny, les impressionnistes sont acceptés au Salon. D'autres Salons des refusés sont ouverts en 1873 puis 1875 ; en 1881, le Salon de peinture et de sculpture est réformé, et devient le Salon des artistes français, regroupant tous les courants.
L'année 1897 entérine la défaite de l'Académisme. Édouard Manet, Edgar Degas, Camille Pissarro, Claude Monet, Auguste Renoir, Alfred Sisley et Paul Cézanne font leur entrée dans une institution officielle, le Musée du Luxembourg, réservé aux commandes de l'État. Le legs Gustave Caillebotte, mécène des impressionnistes, collectionneur et peintre lui-même, est accepté après trois années de combats acharnés (seuls les tableaux de Degas sont d'abord admis). C'est le Conseil d'État qui a tranché, arguant que ces œuvres faisaient de fait partie de l'histoire de la peinture française. En réalité, on a coupé la poire en deux : sur 67 toiles, 29 furent rejetées, Gérôme ayant menacé de démissionner de sa chaire de professeur des Beaux-Arts, qualifiant ces toiles d'« ordures », et voyant dans leur entrée au Luxembourg le signe de « la fin de la nation ».
Les courants avant-gardistes se multipliaient. L'Académie et l'École des beaux-arts elles-mêmes devinrent plus éclectiques, note Claire Barbillon[Où ?]. Après avoir été rejeté sous le Second Empire, sauf sous certaines formes édulcorées, « le naturalisme fut adopté par les peintres les plus officiels de la troisième République », écrit-elle. Quant au symbolisme, il réunit « des artistes formellement assez traditionnels », comme Gustave Moreau, et des peintres radicalement novateurs comme Gauguin ou Odilon Redon.
L'ouverture du musée d'Orsay en 1986 sera l'occasion de vives polémiques en France. Beaucoup y verront une réhabilitation des « pompiers », voire du « révisionnisme ». André Chastel considérait cependant dès 1973 qu'il n'y avait « que des avantages à substituer à un jugement global de réprobation, héritage des vieilles batailles, une curiosité tranquille et objective. »

## Fortune d'un terme péjoratif

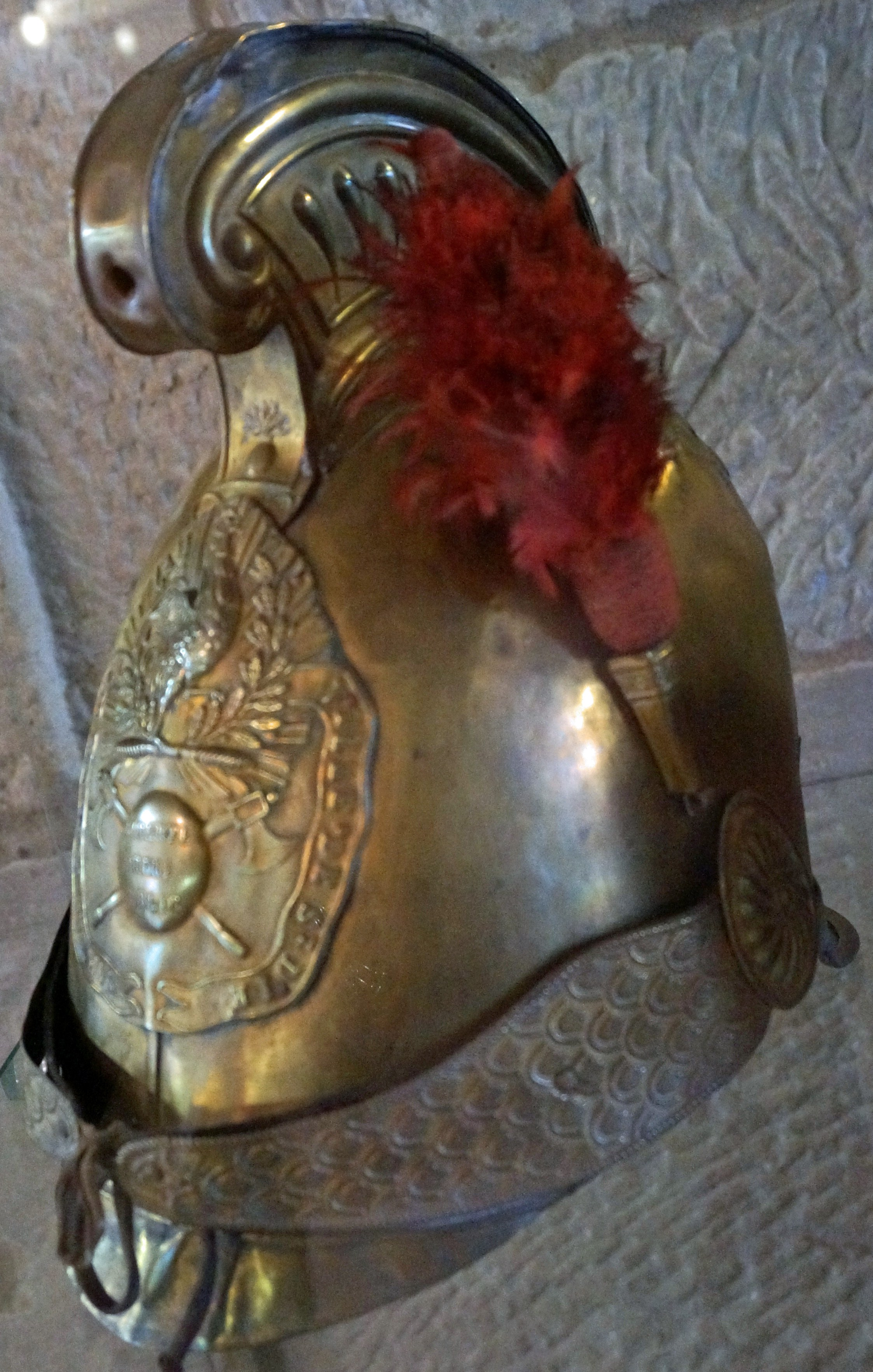
Casque de pompier (1825-1850).

L'application du mot « pompier » à l'art académique est apparue à la fin du XIXe siècle, probablement pour la première fois en 1882 chez Théodore Faullain de Banville dans ses Contes féeriques, pour le tourner en dérision. Il est sans doute une allusion aux casques brillants de certains personnages des grandes compositions (notamment David), qui rappelaient ceux des pompiers de l'époque. Cette explication trouverait sa source dans une comédie en un acte de MM. Varner et Duvert, La Sœur de Jocrisse, donnée pour la première fois au théâtre du Palais-Royal le 17 juillet 1841 dans laquelle un personnage du nom de Jocrisse, domestique, regarde l'estampe Le Passage des Thermopyles et déclare : « Ah ! c'te bêtise ! ils se battent tout nus !… Ah ! non ; ils ont des casques… c'est peut-être des pompiers qui se couchent… ». Ce Passage des Thermopyles était peut-être le tableau de David, Léonidas aux Thermopyles. Ce serait donc les successeurs de David qui ont été qualifiés de pompiers.
Une autre explication propose l'hypothèse d'une dérision du mot « Pompéien » (de Pompéi), allusion à un mouvement pompéiste fondé dans les années 1840 par Jean-Léon Gérôme. Enfin, ce mot évoque la pompe, le pompeux. Suivant les critiques de l'art officiel, celui-ci est dénigré pour sa technique, ses couleurs, ses sujets, ou simplement ses principes.

## Principaux peintres académiques

### Allemagne
- Anselm Feuerbach
- Franz von Lenbach
- Otto Theodore Gustav Lingner
- Karl von Piloty
- Franz Xaver Winterhalter

### Autriche
- Hans Makart
- Hans Zatzka

### Belgique
- Théophile Lybaert
- Herman Richir
- Alfred Stevens

### Brésil
- Pedro Américo
- Rodolfo Amoedo
- Victor Meirelles
- Pedro Weingärtner

### Canada
- Marc-Aurèle de Foy Suzor-Coté (Québec)
- Paul Kane
- Cornelius Krieghoff
- Paul Peel

### Espagne
- Marià Fortuny

### France
- Amaury-Duval
- Paul Baudry
- Léon Bonnat
- William Bouguereau
- Gustave Boulanger
- Alexandre Cabanel
- Carolus-Duran
- Fernand Cormon
- Thomas Couture
- Jacques Louis David
- Édouard Debat-Ponsan
- Édouard Detaille
- François Flameng
- Hippolyte Flandrin
- Jean-Léon Gérôme
- Henri Gervex
- Jean-Paul Laurens
- Jules Lefebvre
- Évariste-Vital Luminais
- Charles-François Marchal
- Ernest Meissonier
- Luc-Olivier Merson
- Alphonse de Neuville
- Georges-Antoine Rochegrosse
- Marius Roy
- Jean-Jacques Scherrer

### Grèce
- Nikiforos Lytras

### Hongrie
- Gyula Benczúr

### Italie
- Eugen de Blaas
- Hermann David Salomon Corrodi
- Francesco Hayez
- Domenico Morelli
- Giulio Rosati
- Juana Romani

### Pologne
- Henryk Siemiradzki

### Royaume-Uni
- Lawrence Alma-Tadema
- Alfred Gilbert (sculpteur)
- Frederic Leighton
- Edward Poynter

### Russie
- Karl Brioullov
- Alexandre Ivanov
- Fiodor Bruni
- Constantin Flavitski
- Vassili Smirnov

### Suisse
- Charles Gleyre
- Pierre Georges Jeanniot
- Fritz Zuber-Buhler

### République tchèque
- Václav Brožík

### Turquie
- Sarkis Diranian

### Uruguay
- Juan Manuel Blanes

## Choix de peintures

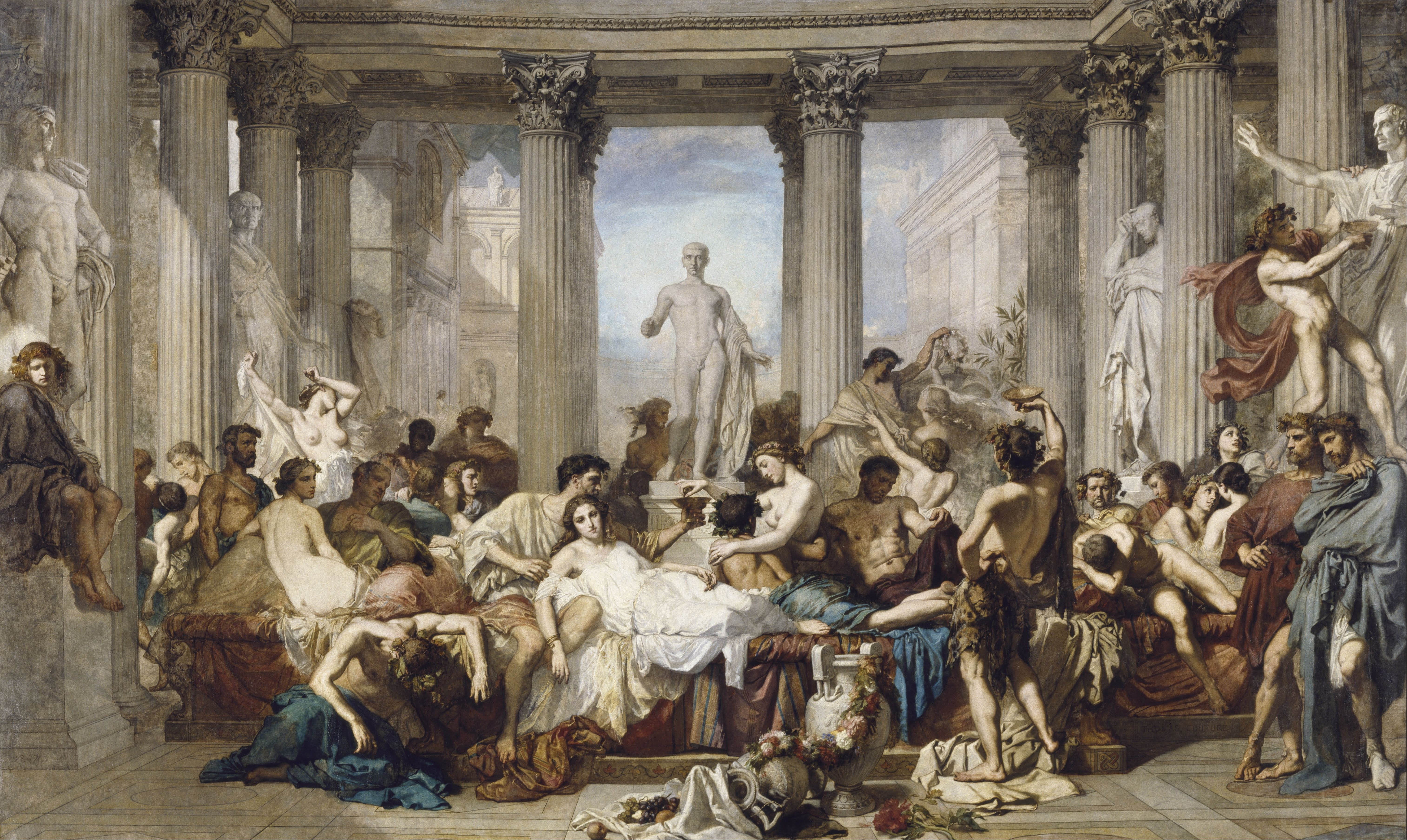
Thomas Couture, Les Romains de la décadence (1847), Paris, musée d'Orsay.
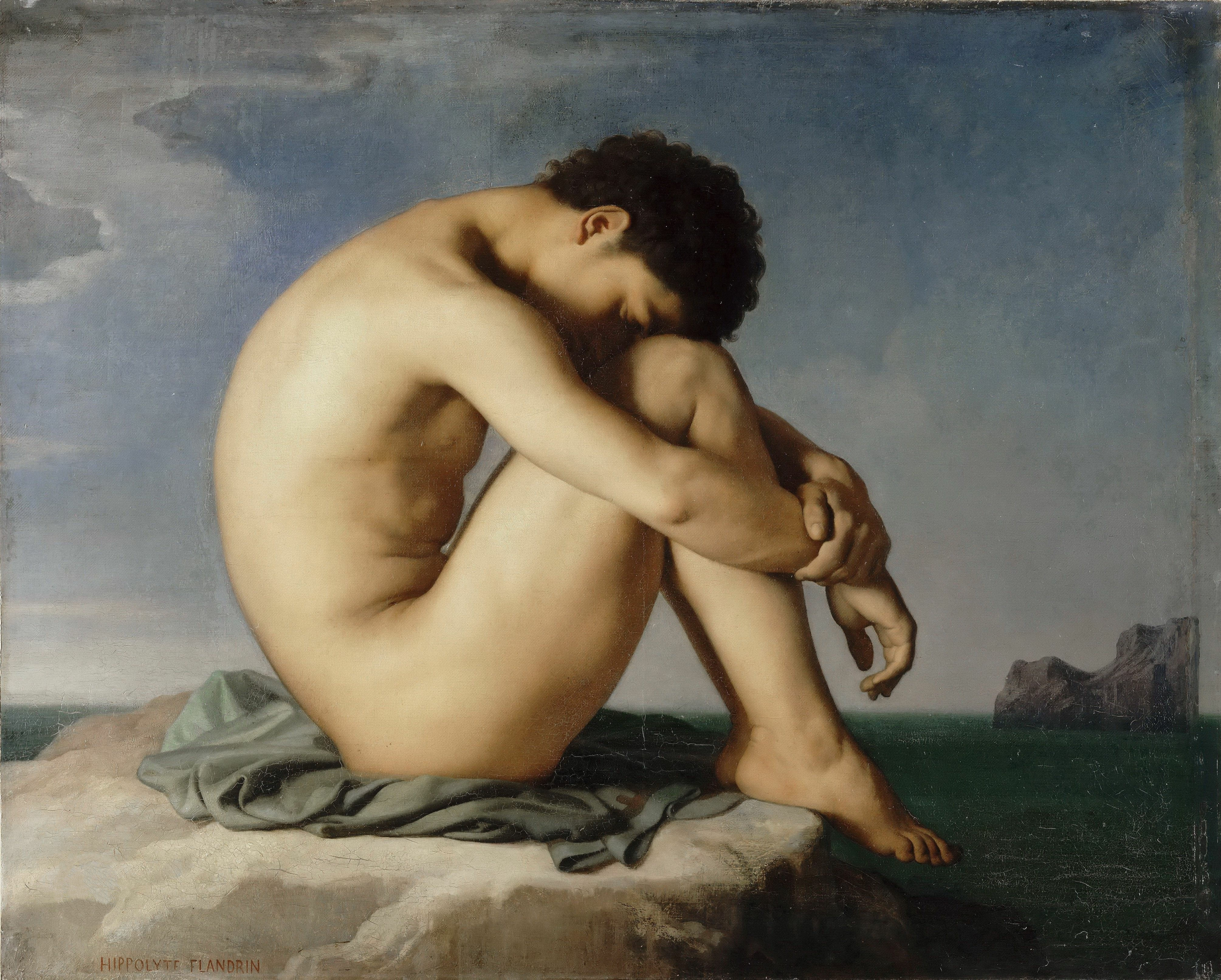
Hippolyte Flandrin, Jeune homme nu assis (1855), Paris, musée du Louvre.
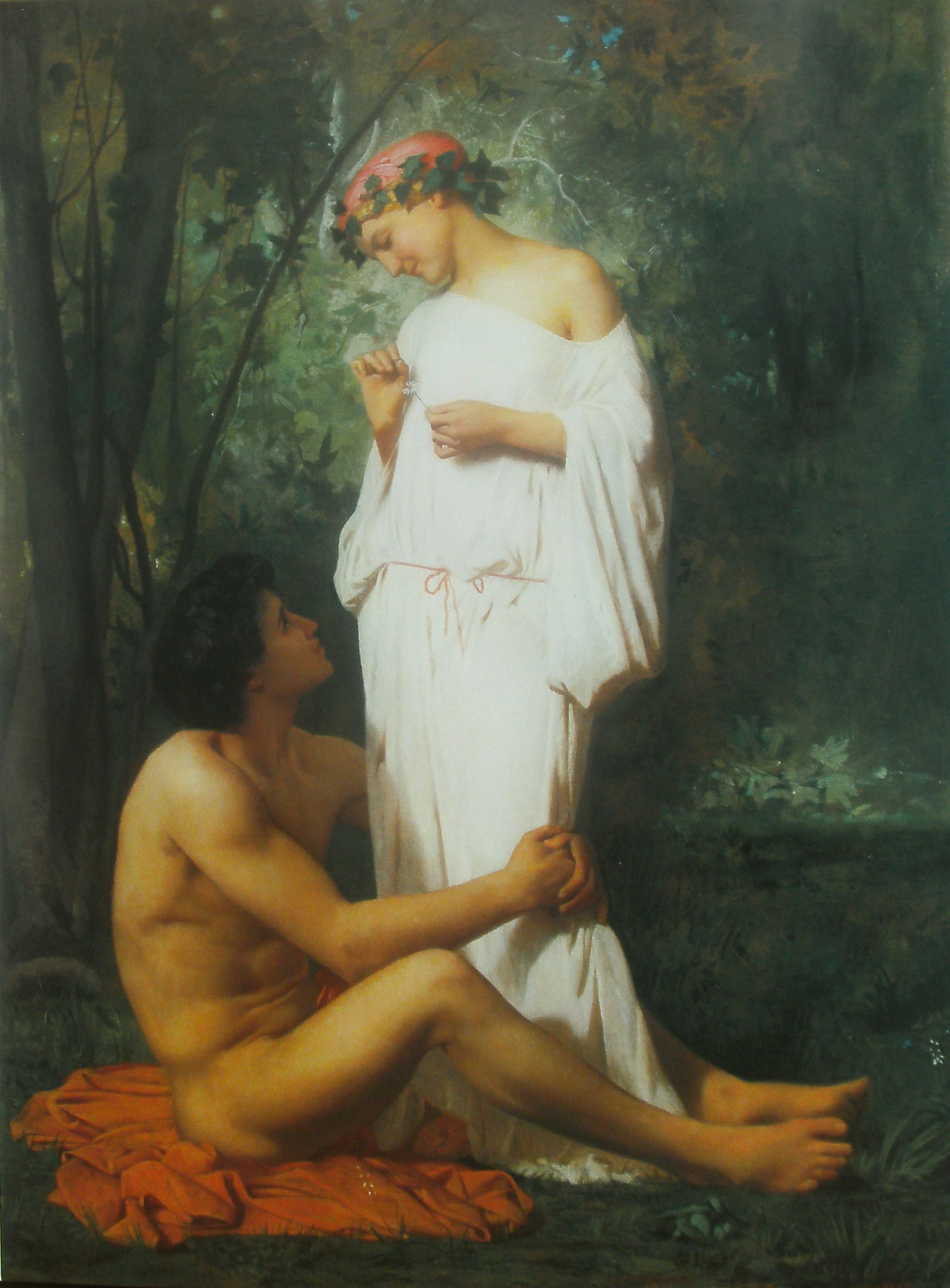
William Bouguereau, Idylle (1852), collection particulière.
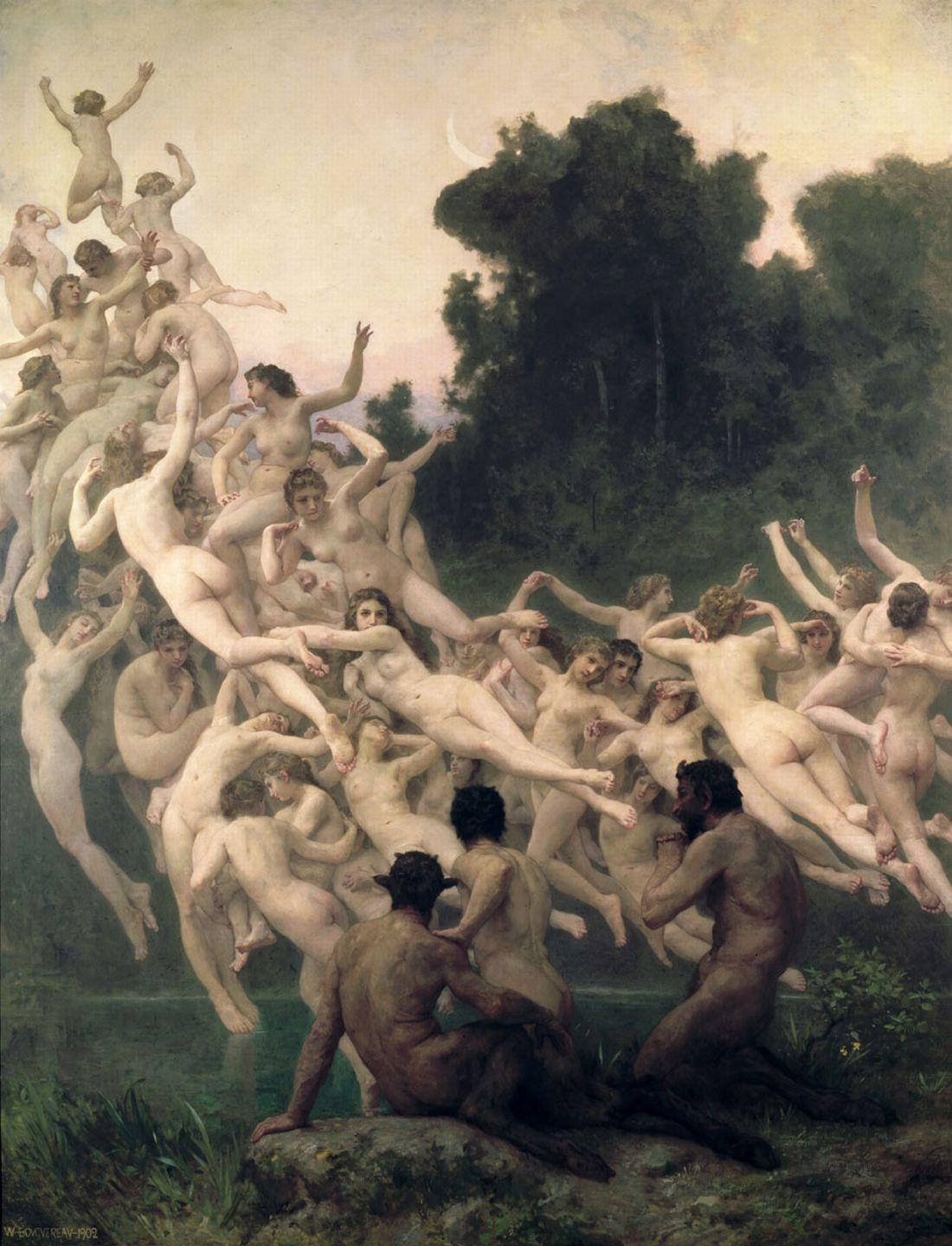
William Bouguereau, Les Oréades (1902), Paris, musée d'Orsay.
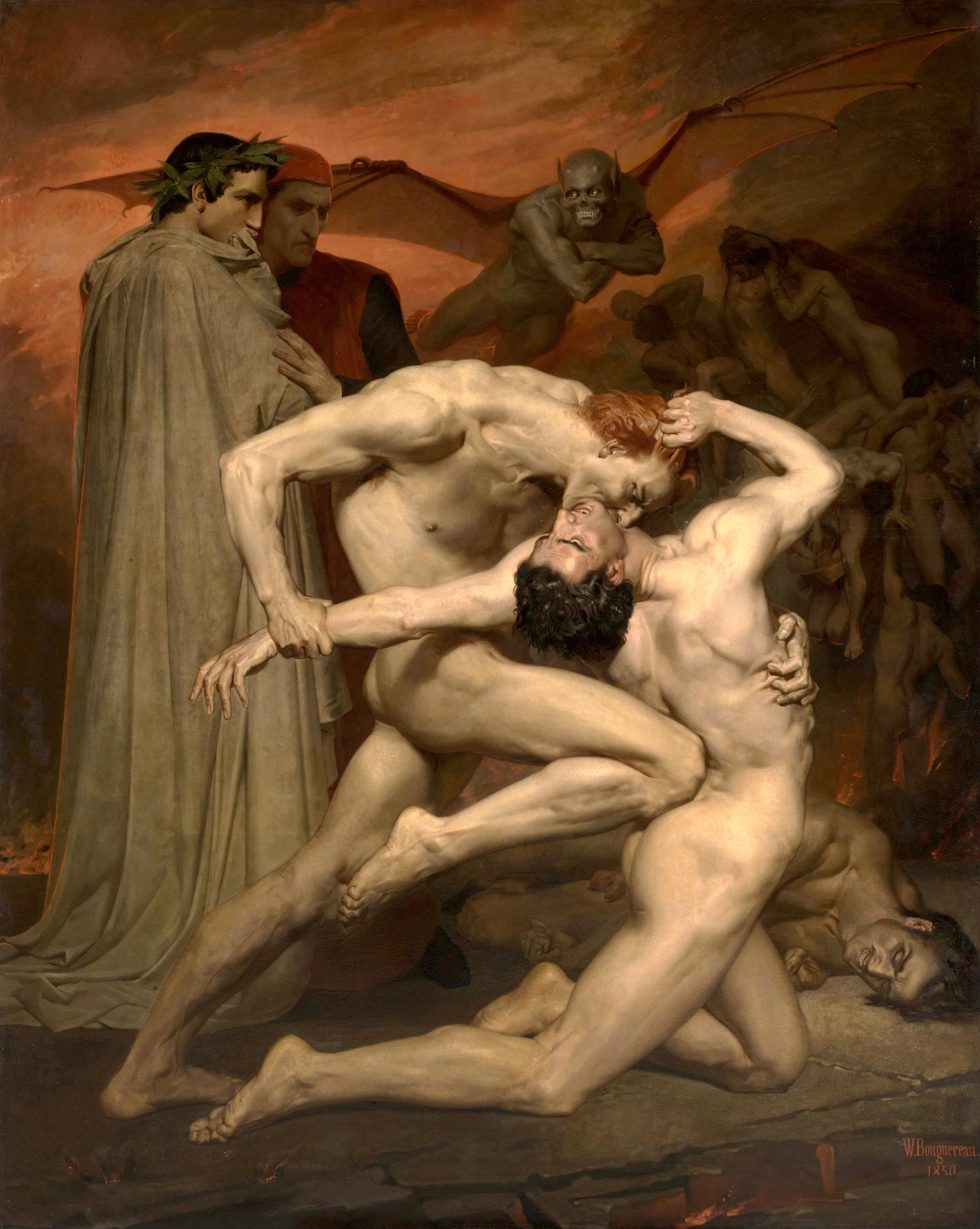
William Bouguereau, Dante et Virgile (1850), Paris, musée d’Orsay.
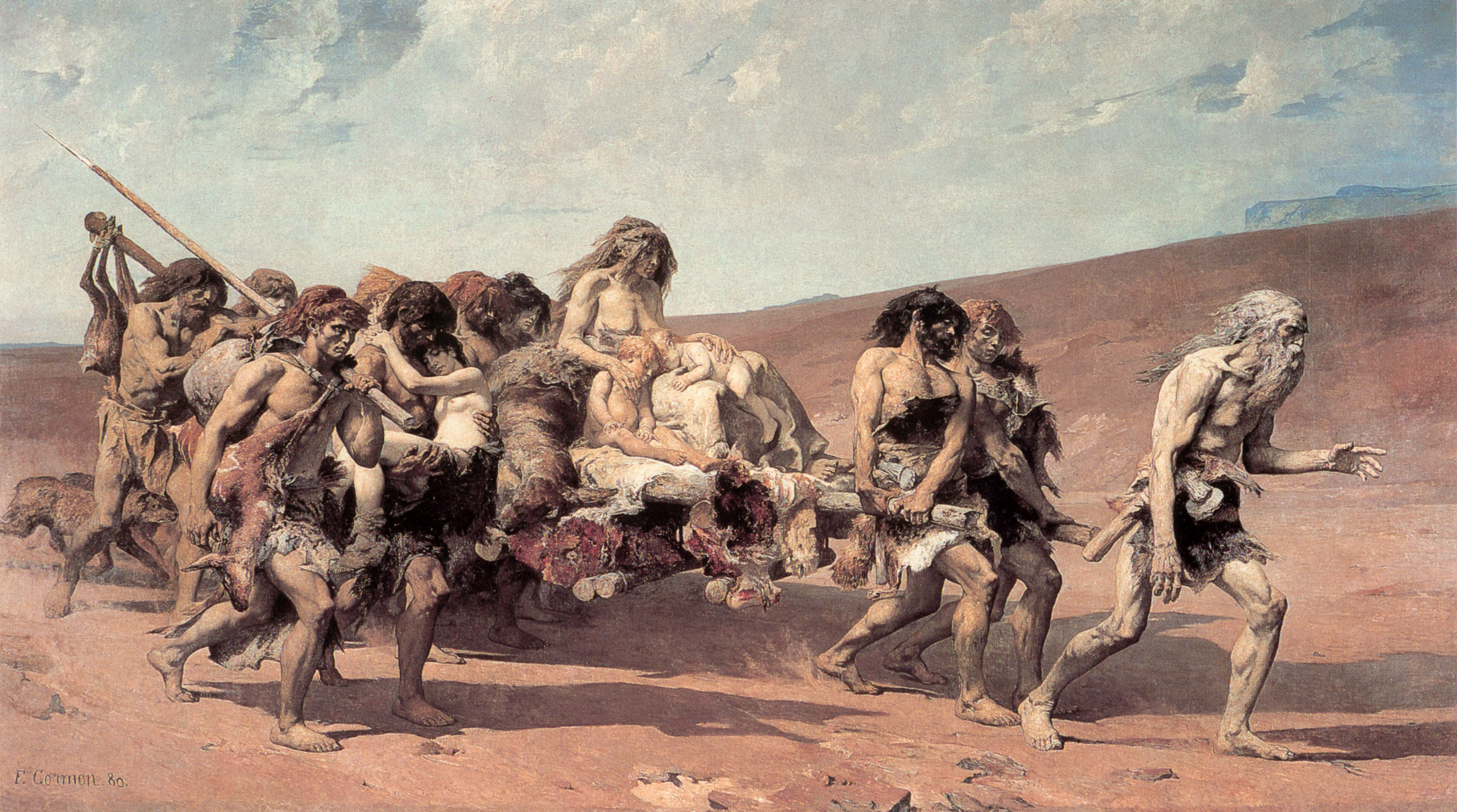
Fernand Cormon, Caïn (1880), Paris, Musée d’Orsay.
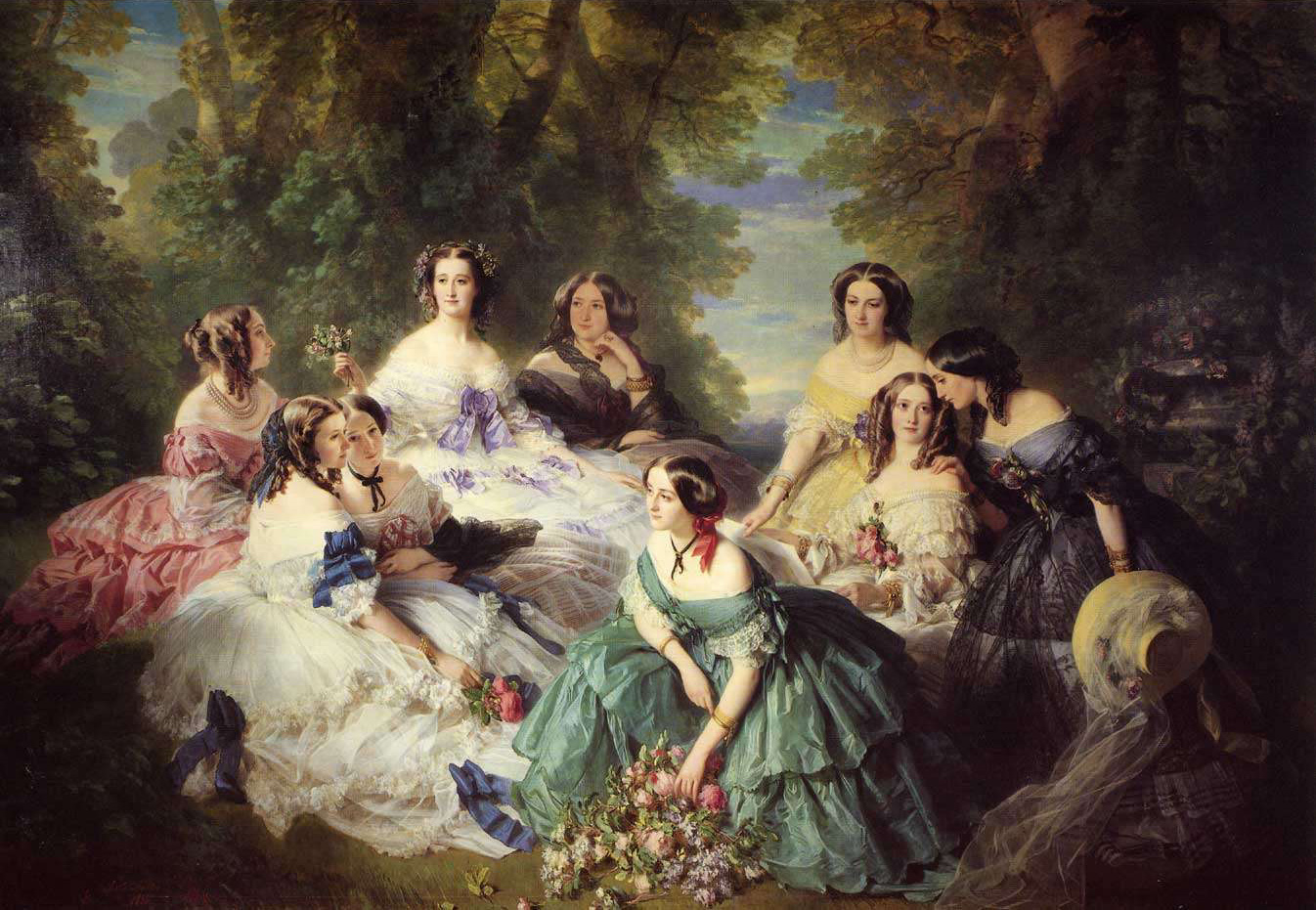
Franz Xaver Winterhalter, L'impératrice Eugénie entourée de ses dames d'honneur, (1855), château de Compiègne.
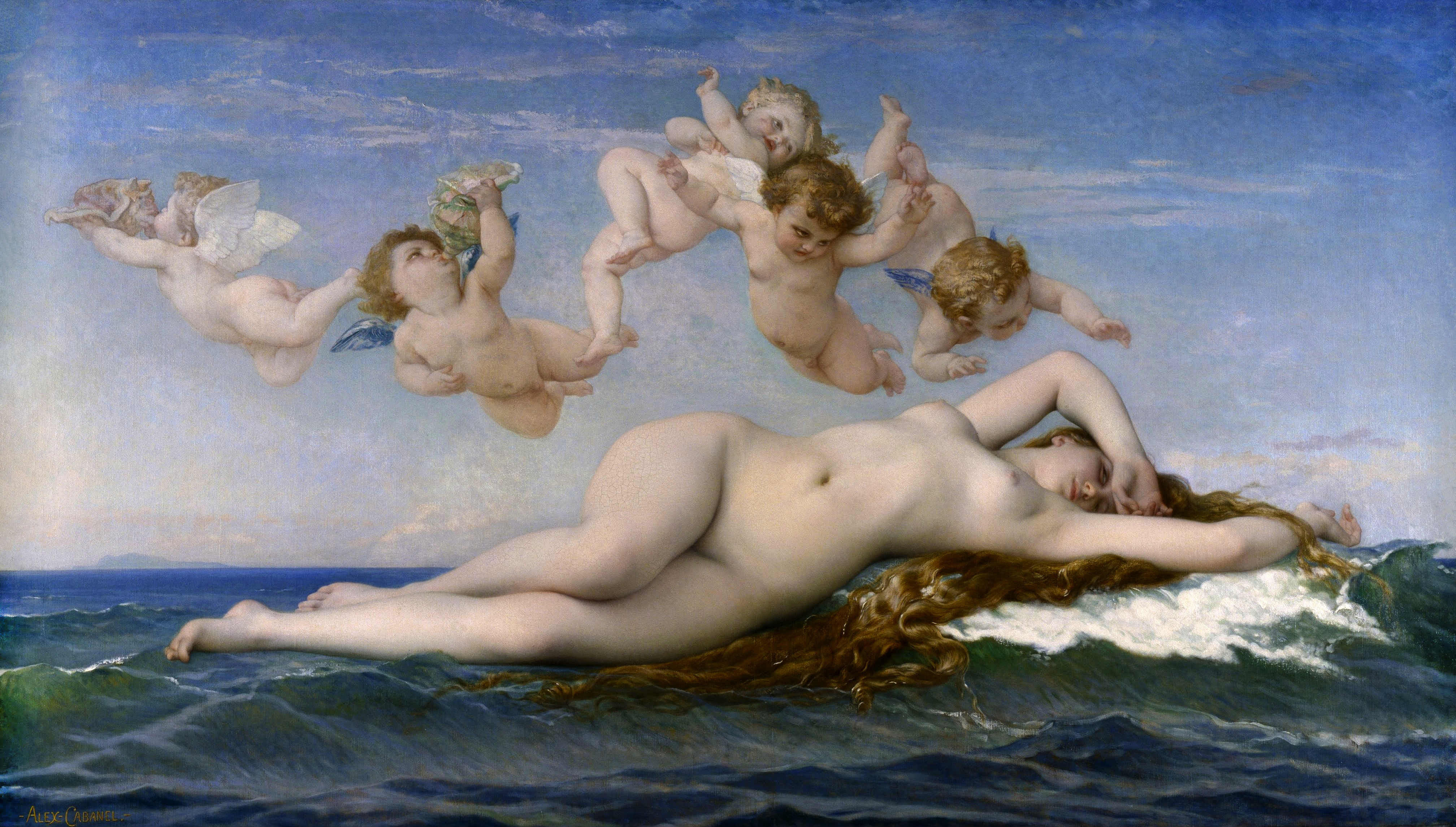
Alexandre Cabanel, La Naissance de Vénus (1863), Paris, musée d'Orsay.
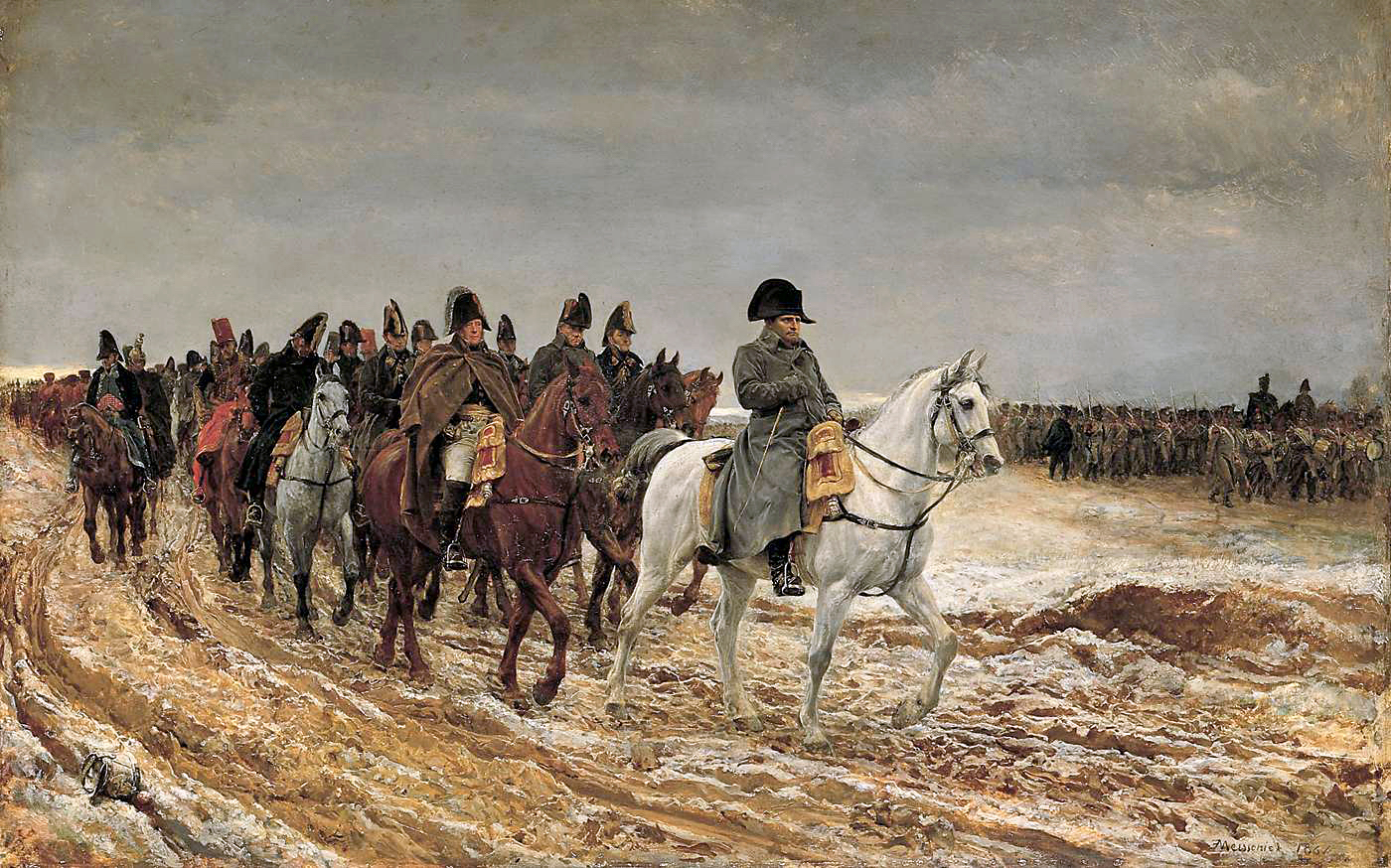
Ernest Meissonier, 1814, Campagne de France (1864), Paris, musée d'Orsay.
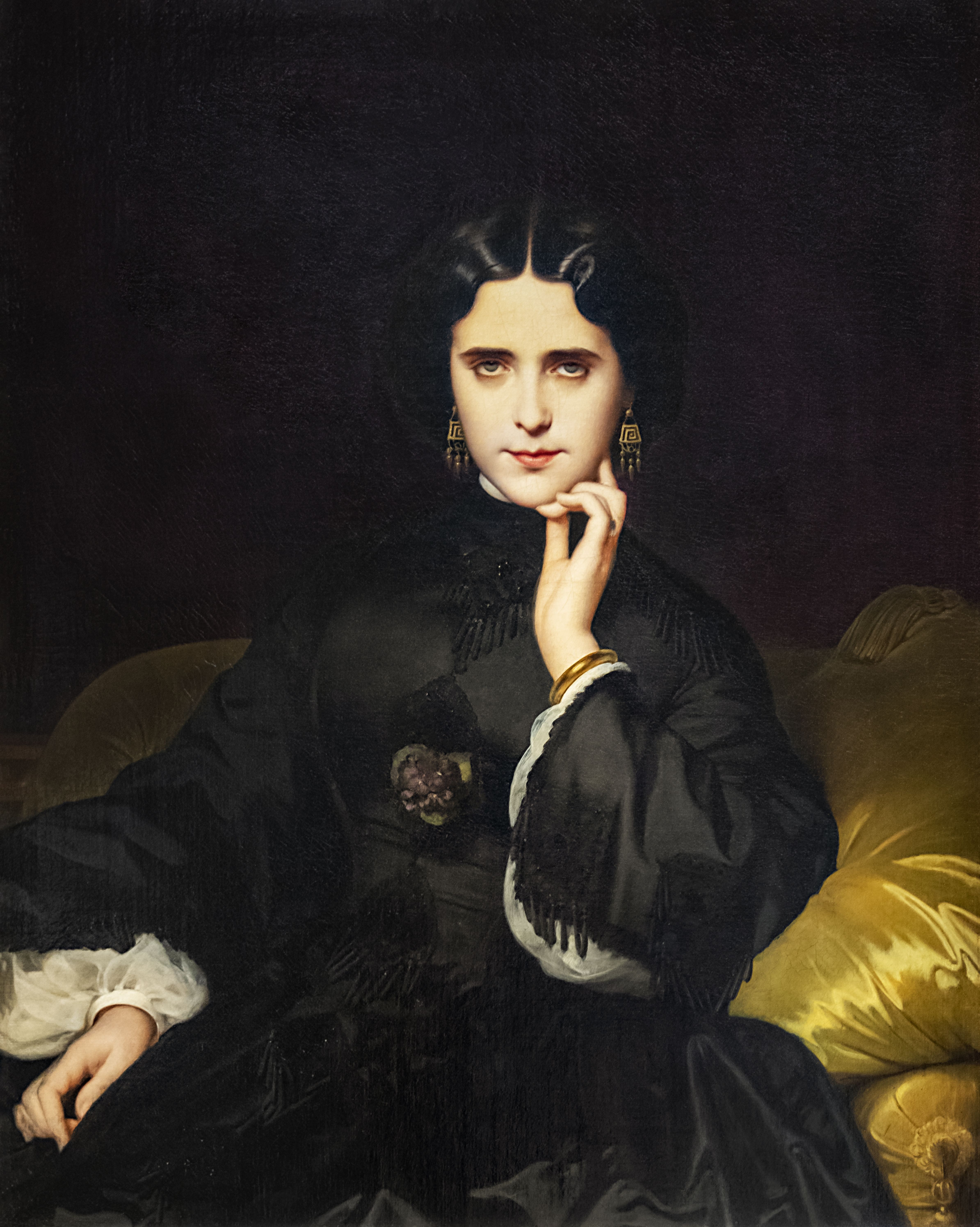
Amaury-Duval, Madame de Loynes, Paris, musée d'Orsay.
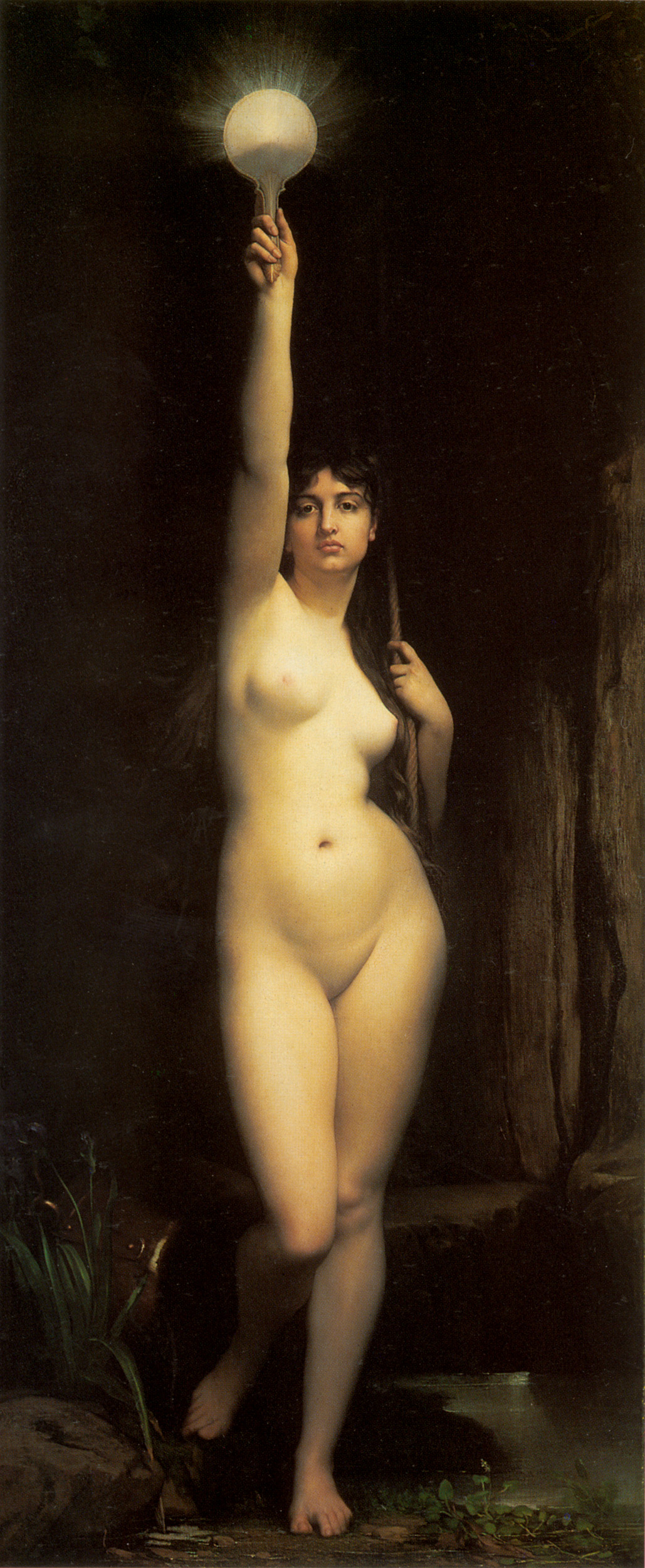
Jules Lefebvre, La Vérité (1870) Paris, musée d'Orsay.
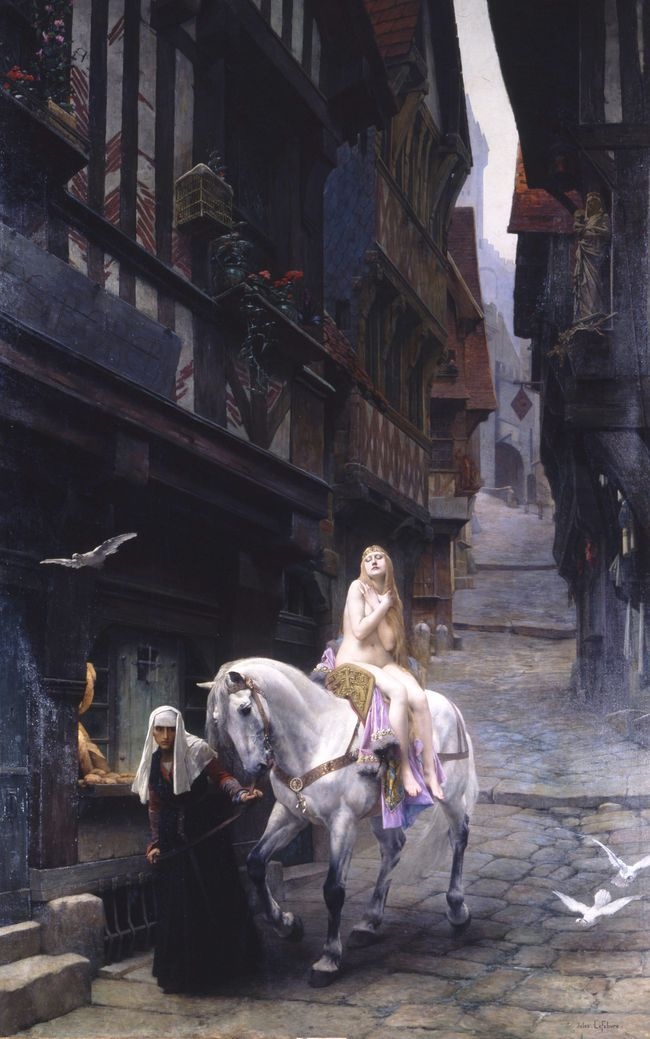
Jules Lefebvre, Lady Godiva (1891), Amiens, musée de Picardie.
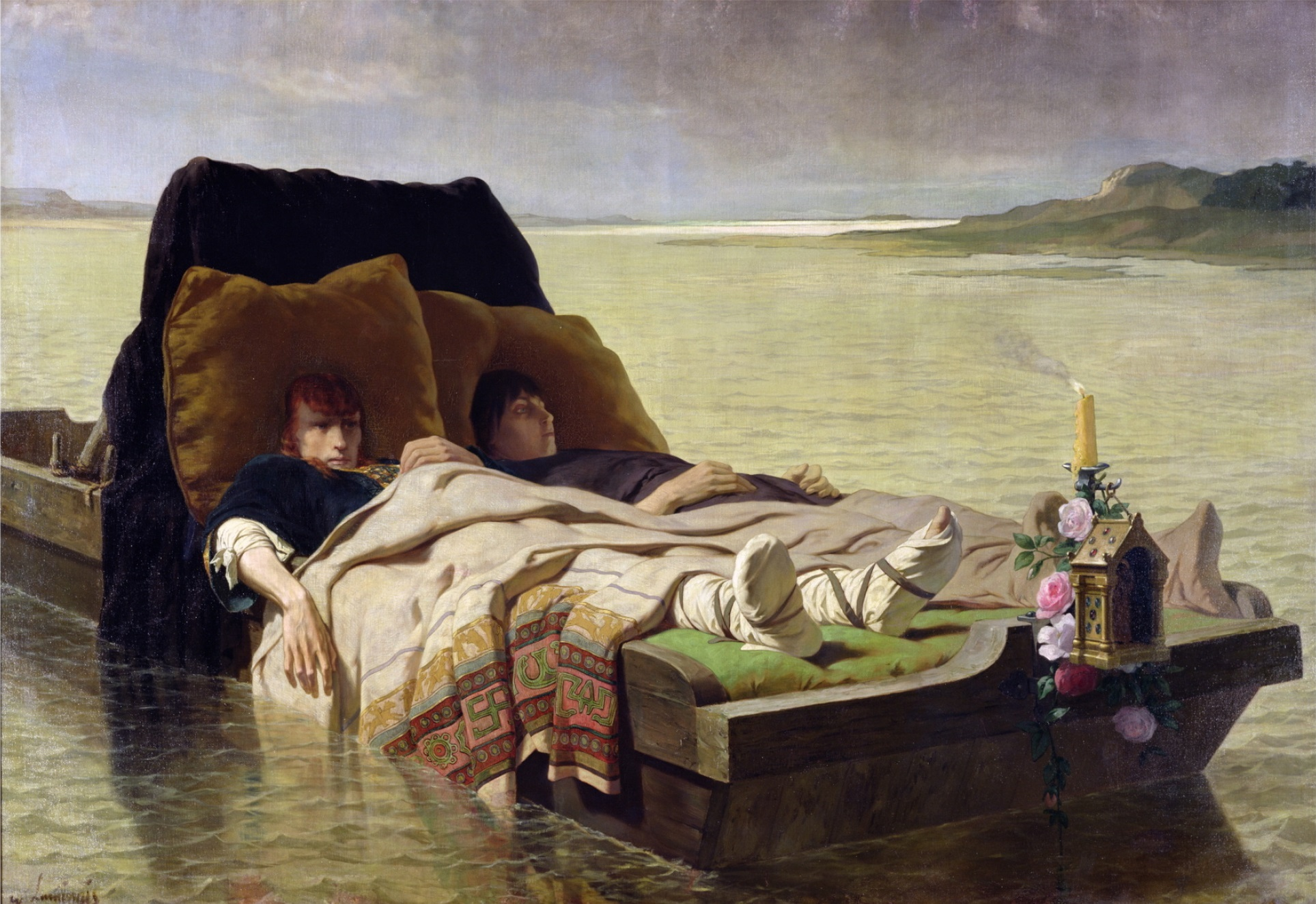
Évariste-Vital Luminais, Les Énervés de Jumièges (1880), Rouen, musée des Beaux-Arts.
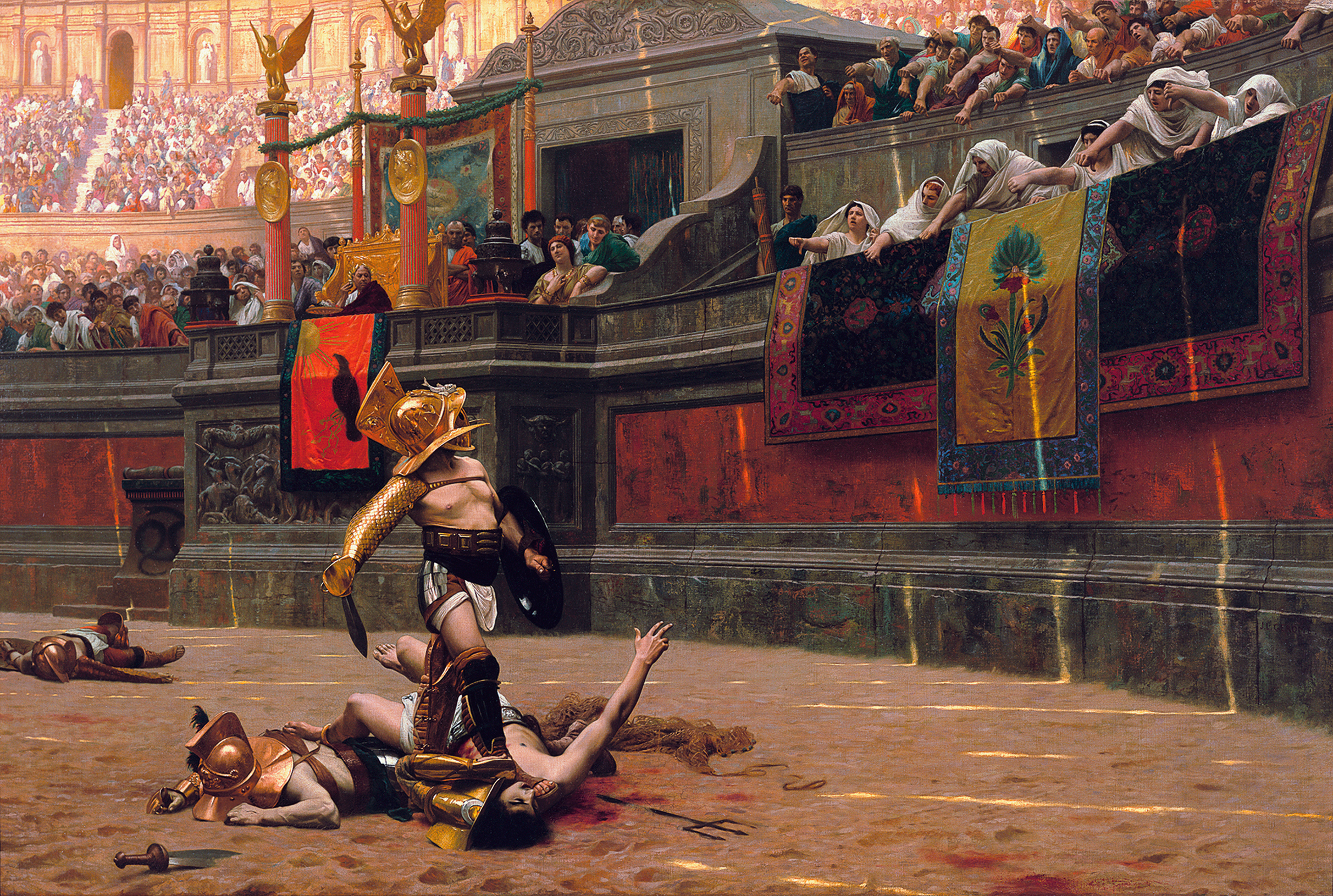
Jean-Léon Gérôme, Pollice Verso (1872), Phoenix Art Museum.
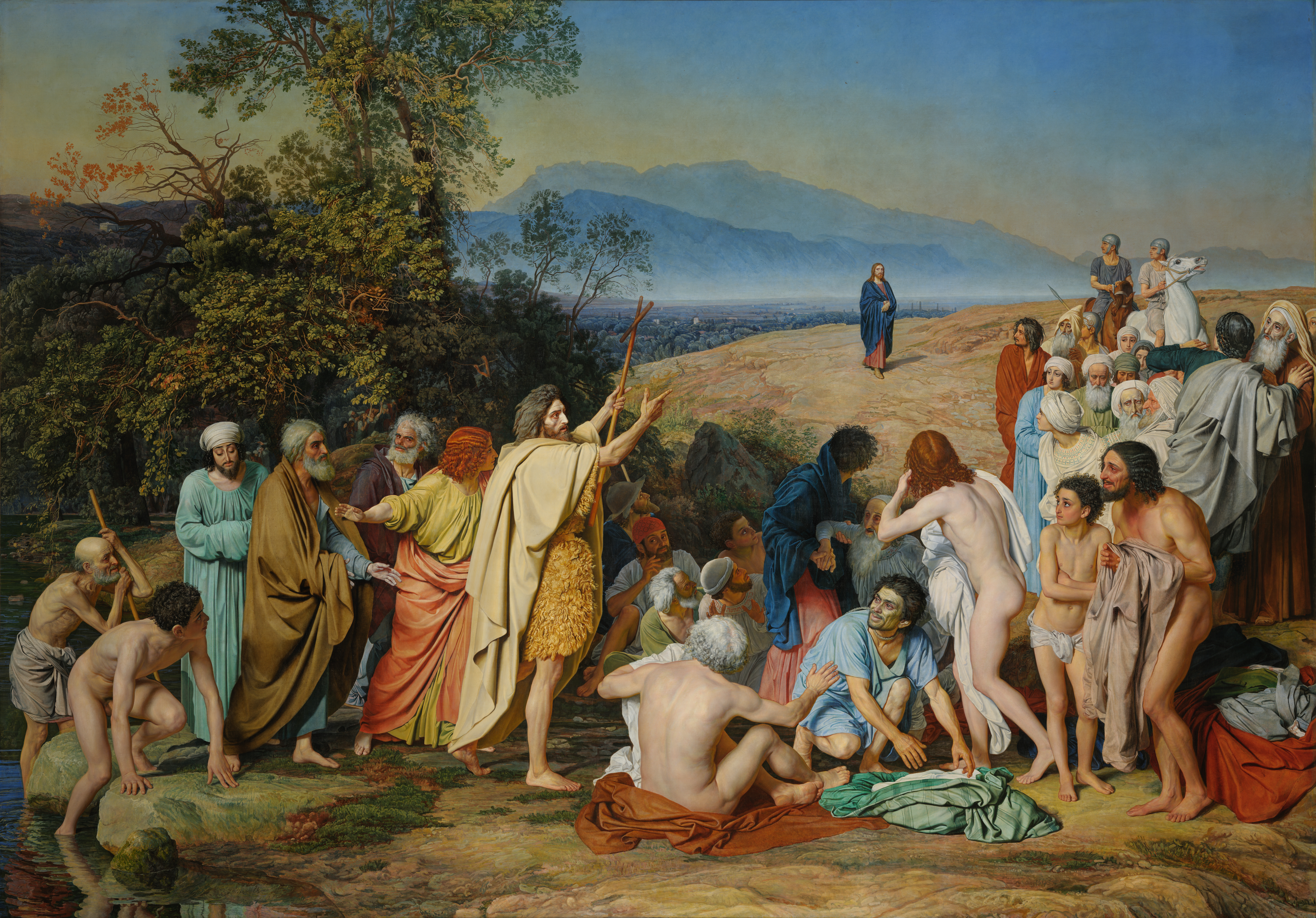
Alexandre Ivanov, L'Apparition du Christ au peuple (1837 - 1857), Moscou, galerie Tretiakov.
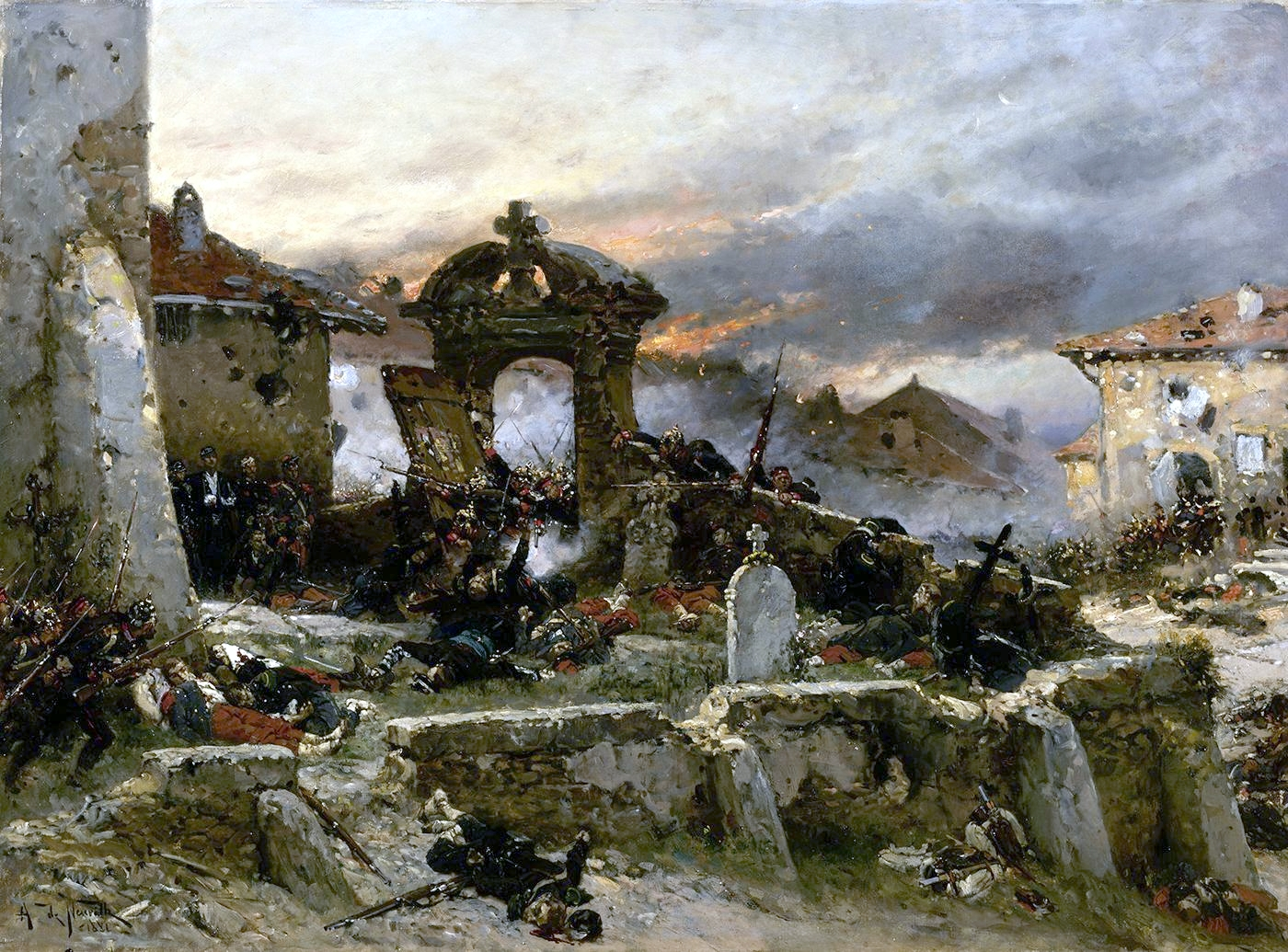
Alphonse de Neuville, Le Cimetière de Saint-Privat (1881), Paris, musée d'Orsay.
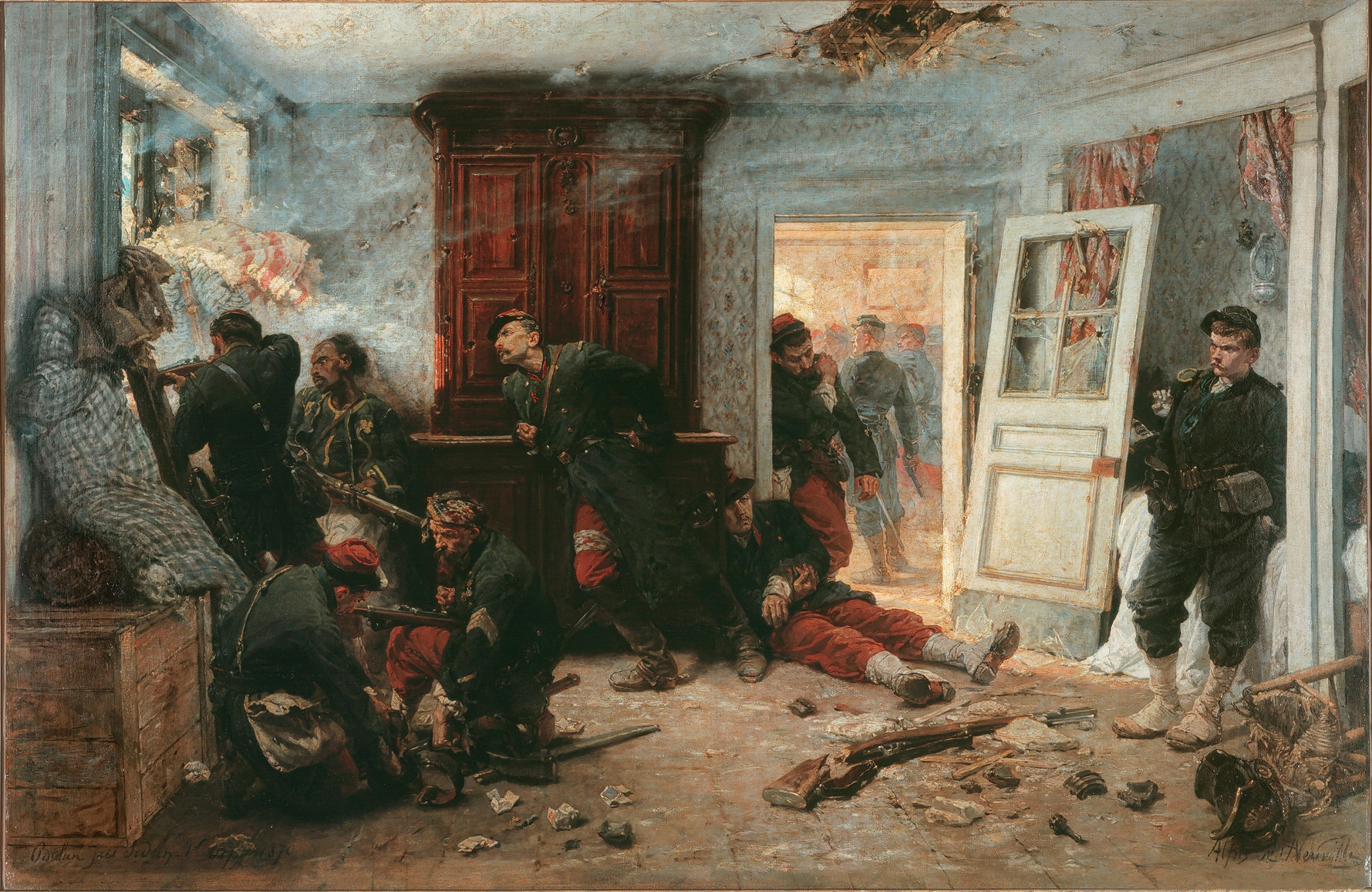
Alphonse de Neuville, Les Dernières cartouches (1873), Bazeilles, musée de la Maison des dernières cartouches.
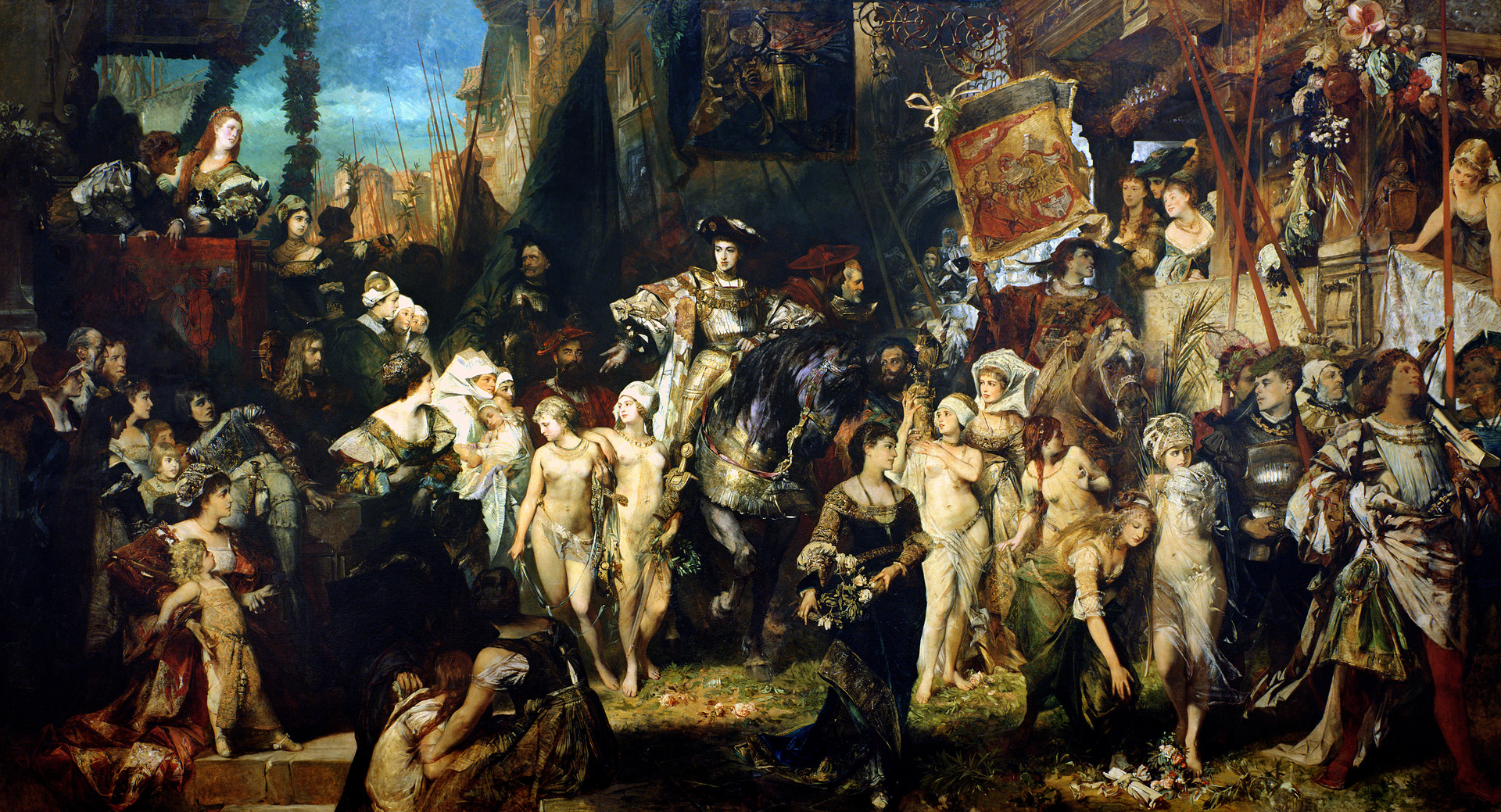
Hans Makart, L'Entrée de Charles Quint à Anvers (1878), Kunsthalle de Hambourg.
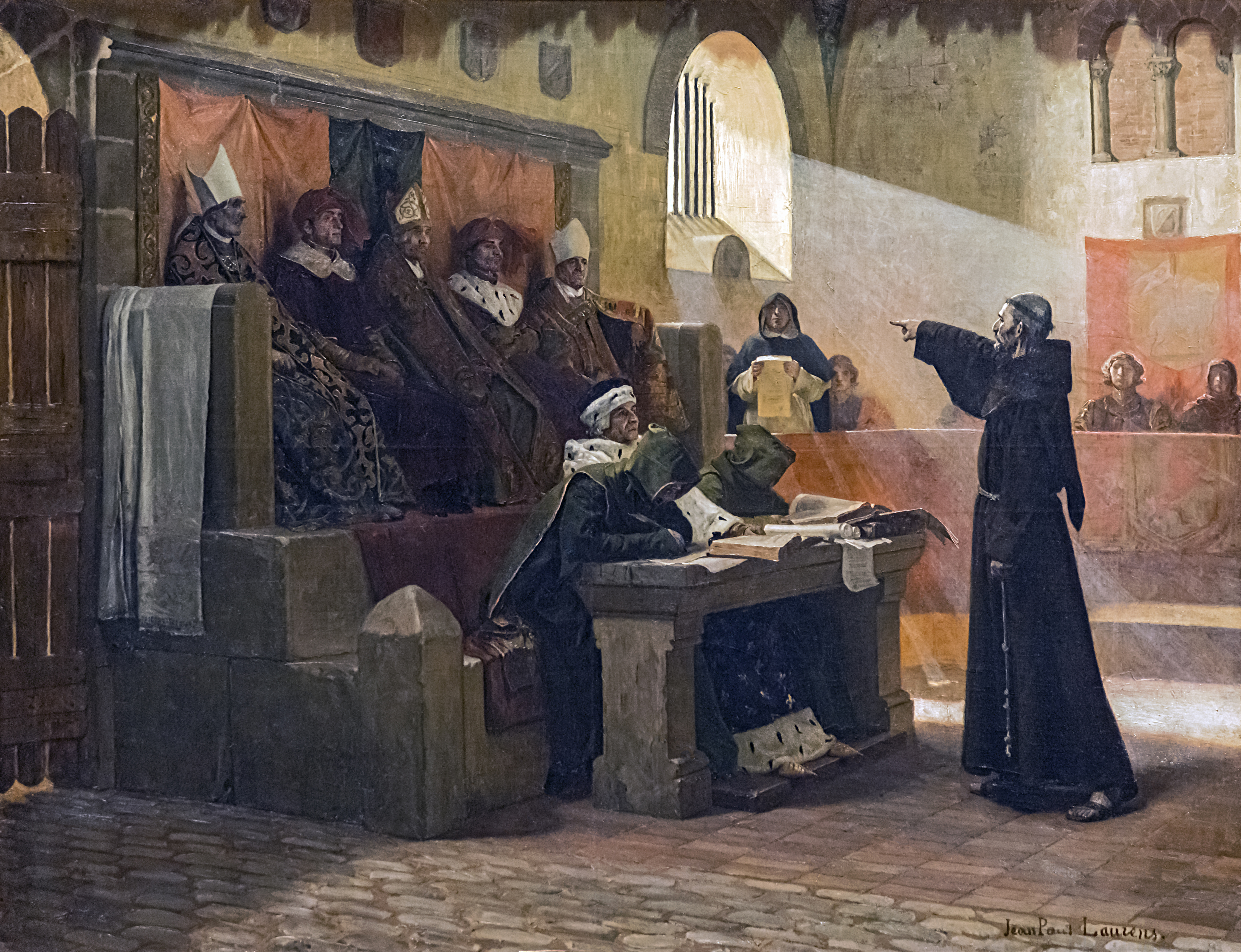
Jean-Paul Laurens, L'Agitateur du Languedoc (1887), Toulouse, musée des Augustins.
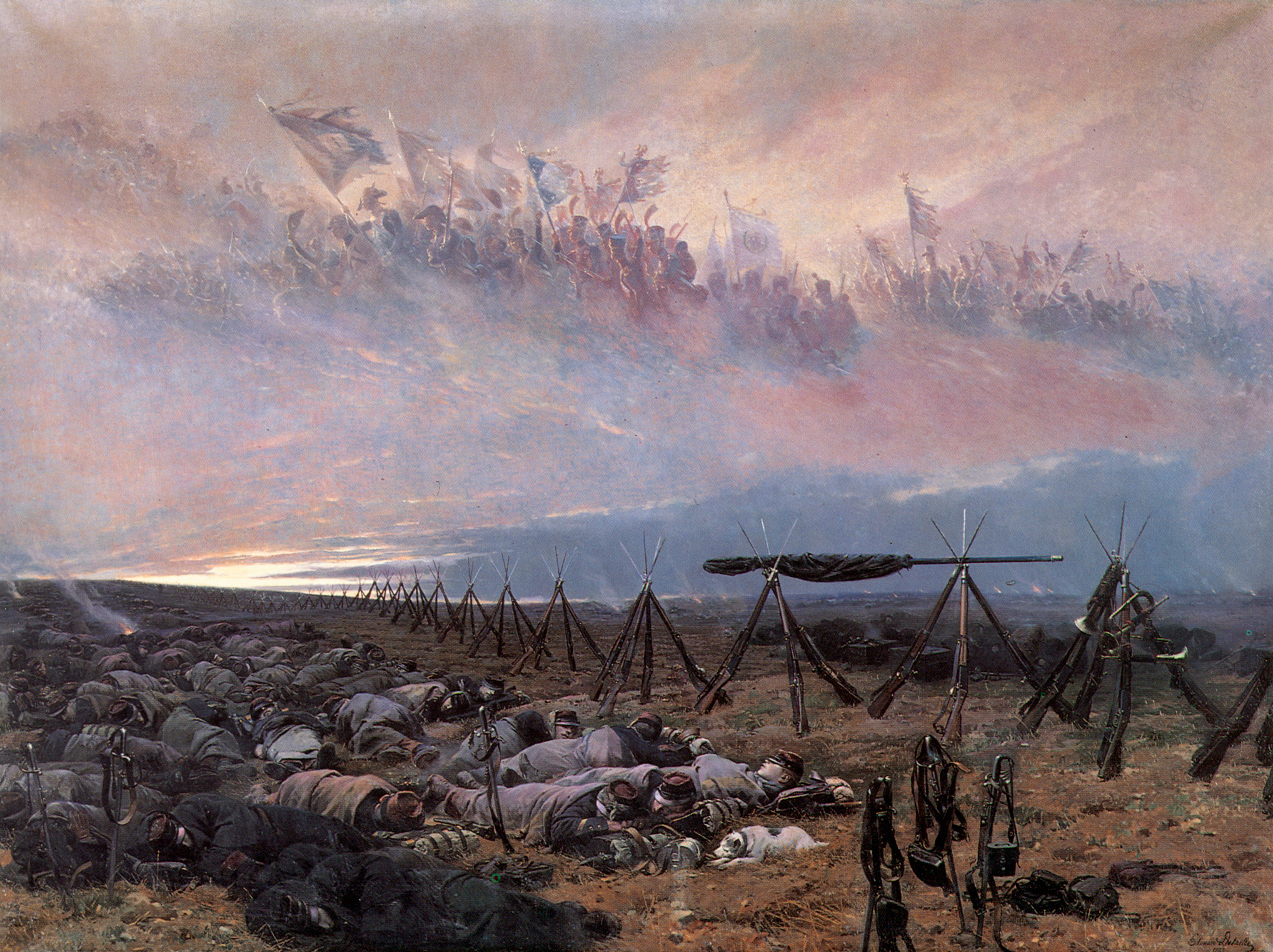
Édouard Detaille, Le Rêve (1888), Paris, musée d'Orsay.